# Синицын, Михаил Николаевич
Михаил Николаевич Сини́цын (6 декабря 1925, Белавка, Нижегородская губерния — 8 июня 2007) — командир стрелкового отделения 521-го стрелкового полка 133-й стрелковой дивизии, сержант.

## Биография
Родился 6 декабря 1925 года в деревне Белавка Лысковского уезда Нижегородской губернии. Окончил 7 классов. Работал в колхозе.
В августе 1943 года был призван в Красную Армию Воротынским райвоенкоматом Горьковской области. С октября того же года на фронте. Принимал участие в Корсунь-Шевченковской, Уманьско-Боташанской, Ясско-Кишинёвской операциях, в освобождении Румынии, Венгрии, Австрии и Чехословакии. К лету 1944 года сержант Синицын уже командовал отделением 1-го стрелкового батальона 521-го стрелкового полка 133-й стрелковой дивизии.
27-28 августа 1944 года сержант Синицын дважды ходил в разведку для установления местонахождения огневых точек противника, захватил «языка». 28 августа уничтожил в бою 4-х противников, когда разведчики были обнаружены и атакованы врагом.
Приказом по 133-й стрелковой дивизии от 5 сентября 1944 года сержант Синицын Михаил Николаевич награждён орденом Славы 3-й степени.
8 октября 1944 года в боях за высоту на румыно-венгерской границе сержант Синицын первым поднял отделение в атаку и, ворвавшись в траншею противника, огнём из автомата уничтожил 5 пехотинцев. В ночь на 7 ноября форсировав с бойцами отделения реку Тиса западнее города Польгар, закрепился на её правом берегу и завязал бой по расширению плацдарма.
Приказом по войскам 27-й армии от 20 декабря 1944 года сержант Синицын Михаил Николаевич награждён орденом Славы 2-й степени.
В начале декабря 1944 года сержант Синицын в бою у реки Тиса поднял отделение в атаку, дерзко действуя в расположении противника, уничтожил 3-х офицеров, 4-х солдат, захватил пулемёт, взял в плен 3-х пехотинцев.
Приказом от 30 декабря 1944 года сержант Синицын Михаил Николаевич награждён орденом Славы 3-й степени.
За годы войны имел ранение в сентябре 1944 года в Карпатах, и контузию в Венгрии. Участник парада Победы 24 июня 1945 года на Красной площади.
После войны ещё несколько лет служил в армии. В 1952 году в звании старшины уволен в запас. В 1970 году окончил Московский кооперативный институт. Жил в селе Юрино Юринского района Республики Марий Эл. Работал директором пансионата «Замок Шереметева».
Указом Президиума Верховного Совета СССР от 19 августа 1955 года в порядке перенаграждения Синицын Михаил Николаевич награждён орденом Славы 1-й степени. Стал полным кавалером ордена Славы.
С 2002 года жил в городе Сургуте. Скончался 8 июня 2007 года. Похоронен на кладбище посёлка Юрино республики Марий Эл.
Награждён орденами Отечественной войны 1-й и 2-й степени, Славы 3-х степеней, медалями.